# Wspólna polityka handlowa Unii Europejskiej
Wspólna polityka handlowa Unii Europejskiej – reguluje stosunki gospodarcze między Unią Europejską a państwami trzecimi. Oddziałuje na rozmiary, kierunki oraz strukturę obrotów handlowych UE z zagranicą.

## Podstawy traktatowe
Art 2 ogólne cele – a w tym promocja wzrostu gospodarczego, wysokiego zatrudnienia, wzrostu konkurencyjności i ochrony środowiska;
Art 131 i 133 tłumaczą czym generalnie ma się zajmować wspólna polityka handlowa (common commercial policy) – ma mieć swój wkład w harmonijnym rozwoju handlu światowego, w stopniowym znoszeniu barier w handlu. Art. 133 – instrumenty i procedury decyzyjne;
Art 300 wprowadza obecną inter-instytucjonalną procedurę potrzebną w celu zawierania międzynarodowych umów – przede wszystkim decyzję podejmuje Rada nie zobowiązania do konsultacji z Parlamentem Europejskim, tym niemniej konsultacje mogą mieć miejsce.

## Zakres Wspólnej Polityki Handlowej
Wspólna polityka handlowa ma na celu umiejętne równoważenie zobowiązań międzynarodowych i interesów wewnętrznych Unii, w szczególności związanych z ochroną własnej gospodarki przed wpływem konkurencji z państw trzecich. W procesie integracji europejskiej zakres ten ulegał modyfikacjom. Wspólna polityka handlowa została wprowadzona w 1970 jako następstwo powstania w 1968 unii celnej w Europejskiej Wspólnocie Gospodarczej. Jednak zaczęła w pełni funkcjonować z upływem okresu przejściowego, co nastąpiło wraz z wprowadzeniem w życie wspólnego rynku. Wspólna Polityka Handlowa, wraz z Unią Celną, przyczynia się do realizacji 3 celów. Po pierwsze – harmonijnego rozwoju handlu światowego; po drugie – stopniowego zniesienia ograniczeń w handlu międzynarodowym; po trzecie – zmniejszenia barier celnych i innych barier handlowych.

## Funkcjonowanie
Oparta na jednolitych zasadach, w odniesieniu do:
- zmian stawek celnych,
- zawierania umów celnych i handlowych,
- ujednolicenia środków liberalizacyjnych,
- polityki eksportowej i handlowych środków ochronnych podejmowanych w przypadku dumpingu lub subsydiów.

Komisja przedkłada Radzie propozycje w celu wykonania wspólnej polityki handlowej.
Jeżeli potrzeba wynegocjowania umów z jednym lub większą liczbą państw albo organizacji międzynarodowych:
- Komisja przedstawia zalecenia Radzie,
- Rada upoważnia ją do rozpoczęcia koniecznych rokowań,
- Rada i Komisja są odpowiedzialne za zapewnienie zgodności umów.

Komisja prowadzi rokowania w konsultacji ze specjalnym komitetem wyznaczonym przez Radę
- Komisja regularnie składa specjalnemu komitetowi sprawozdanie sprawie postępu w rokowaniach
  - Rada nie może zawrzeć umowy, jeśli zawiera ona postanowienia wykraczające poza wewnętrzne kompetencje Wspólnoty
  - Dot. rokowań i zawierania umów w dziedzinie handlu usługami i handlowych aspektów własności intelektualnej
  - Umowy dot. handlu usługami w dziedzinie kultury i audiowizualnymi, usługami edukacyjnymi oraz usługami socjalnymi i w zakresie zdrowia ludzkiego należą do dzielonych kompetencji Wspólnoty i jej Państw Członkowskich

## Wspólnotowy Kodeks Celny
Jest to dokument określający zasady, mechanizmy i procedury handlu państw WE z państwami trzecimi.

## Zewnętrzna Taryfa Celna – TARIC
Taryfa Celna Wspólnoty (TARIC) wprowadzona została we Wspólnocie Europejskiej dla towarów ujętych w deklaracji celnej. Taryfa łączy w sobie zasady nomenklatury zharmonizowanego systemu, zasady nomenklatury scalonej Wspólnoty (Combined Nomenclature- CN) oraz zasady wspólnej polityki handlowej prowadzoną przez Wspólnotę Europejską. Cech te można zauważyć już w samej strukturze kodu TA-RIC:
999999 – pierwsze sześć cyfr kodu stanowi kod pozycji towarowej według nomenklatury Zharmonizowanego Systemu:
- 99 – dwa następne znaki są kodem podpozycji towarowej według nomenklatury scalonej Wspólnoty
- 9 – następny jeden znak jest zarezerwowany dla dalszego rozbicia podpozycji towarowej według uznania poszczególnych krajów Wspólnoty
- 99 – następne dwa lub więcej znaków służy do dokonania dalszej specyfikacji towarowej jeśli jest to konieczne dla precyzyjnego zastosowania zwolnień od cła, kontyngentów, preferencji celnych i tym podobne.

„Taryfa” publikowana jest corocznie, natomiast co tydzień kraje członkowskie otrzymują jej uaktualnienie. Skomplikowana budowa TARIC, choć nie nasuwa większych wątpliwości, to jednak klasyfikowanie niektórych dóbr zgodnie z poszczególnymi kodami pozycji towarowych może nastręczyć pewne, a nieraz znaczne trudności, zwłaszcza że życie nie stoi w miejscu i codzienność przynosi nowe rozwiązania techniczne, udoskonalenia, zmiany własności produktów, ich przeznaczenia, użytkowania, zaspokojenia potrzeb i gustów konsumentów.
W kwietniu 1990 r. opublikowano nowe ujęcie Zintegrowanej Taryfy Celnej (TARIC), według której wszystkie towary znajdujące się w handlu Wspólnoty Europejskiej z krajami trzecimi podlegają zasadom wprowadzonym przez Wspólnotę. Uaktualnienie danych w Zintegrowanej Taryfie Celnej kraje członkowskie dokonywać będą systemem elektronicznym. Zmiana kodów w TARIC może być dokonywana odpowiednimi zarządzeniami wydawanymi przez Wspólnotę tylko wtedy, kiedy wymagać tego będą części składowe scalonej nomenklatury CM. Komisja zwróciła się także do krajów członkowskich, aby wzięły pod rozwagę wprowadzenie nowych elementów do TARIC.
Podporządkowanie się zasadom wprowadzonym przez Wspólnotę Europejską do TARIC z jednej strony powoduje utrudnienia w dostępie do rynku UE dla krajów trzecich. Z drugiej strony dzięki możliwości kodowania towarów oraz precyzyjnemu ich opisowi w nomenklaturze CN usuwane zostają dotychczasowe bariery językowe, które w przypadku krajów Europy Wschodniej stanowią poważne przeszkody w ich kontaktach handlowych ze światem zewnętrznym.